# 2030-as labdarúgó-világbajnokság
A 2030-as labdarúgó-világbajnokság a 24. világbajnokság lesz, melyet 2030-ban rendeznek. A tornán 48 csapat vesz részt. A világbajnokságok századik évfordulója. A világbajnokságnak a három fő rendezője Spanyolország, Portugália és Marokkó lesz. 1930-ban az első világbajnokságot Uruguayban rendezték, erre tekintettel a nyitómérkőzés Uruguayban, Montevideóban, az Estadio Centenarióban lesz. További mérkőzéseket rendez még Argentína és Paraguay is. Ez lesz az első Afrikában rendezett világbajnokság 2010 óta, az első Dél-Amerikában 2014 óta és az első Európában 2018 óta, illetve az első, amit három kontinensen tartanak.

## Rendező kiválasztása
A FIFA 2022-ben kezdte el fogadni a pályázatokat. A 2022-es és a 2026-os kiírások következtében ázsiai és észak-amerikai nemzetek nem rendezhették a világbajnokságot.

### Pályázatok

#### Áttekintés
Az első hivatalosan bejelentett pályázat a 2030-as világbajnokságra a Marokkói királyi labdarúgó-szövetség tervezete volt, miután elvesztették a versenyt a 2026-os világbajnokságért. A másodikat az Argentin- és az Uruguayi labdarúgó-szövetségek adták be. A harmadik az angol labdarúgó-szövetség tervezete volt. 2020. október 8-án a spanyol királyi labdarúgó-szövetség és a portugál labdarúgó-szövetség bejelentette, hogy együtt be fognak adni egy ibériai pályázatot a 2030-as világbajnokság megrendezésére. Hivatalosan 2021. június 4-én mutatták be.
Az argentin-uruguayi pályázatot 2017. július 29-én mutatták be a két válogatott közötti mérkőzés előtt. 2017. augusztus 31-én elmondták, hogy Paraguay is csatlakozhat a pályázathoz. A CONMEBOL 2017 szeptemberében erősítette meg a három országos pályázat elindítását. A Uruguay–Argentina–Paraguay lett volna a száz éves évfordulója az első világbajnokságnak, amelyet akkor Uruguay rendezett. 2019. február 14-én Chile bejelentette, hogy tervez csatlakozni a három dél-amerikai országhoz a rendezésben.
2015-ben David Gill, az angol labdarúgó-szövetség alelnöke bejelentette, hogy az ország tervezi megpályázni a 2030-as világbajnokság megrendezését, ha a pályázati folyamatot átláthatóbbá teszi a FIFA. Ben Rumsby azt írta, hogy „Anglia egyike annak a néhány országnak, amely egyedül is meg tudna rendezni egy 48-országos világbajnokságot.” 2017 júniusában az UEFA elnöke, Aleksander Čeferin azt mondta, hogy Európa mindenképpen küzdeni fog, hogy újra világbajnokságot rendezhessen. Ugyanebben a hónapban az UEFA azt nyilatkozta, hogy „támogatna egy pán-brit pályázatot 2030-ra, vagy akár egy egyedüli pályázatot Angliától.”
A FIFA Tanács 2019. október 24-én jelentette be a pályázat folyamatát, amely 2022 második felében kezdődött meg. A rendezőről 2023-ban döntött a FIFA. Spanyolország, Portugália és Marokkó közös pályázata diadalmaskodott.

#### Pályázatok

##### Spanyolország–Portugália–Marokkó
A spanyol és a portugál labdarúgó szövetség 2020 októberében jelentette be pályázatát a 2030-as világbajnokság megrendezésére. A megegyezést a két szövetség 2021 júniusában ratifikálta és mindkét ország kormánya támogatta. Az ukrán szövetség 2022 októberében csatlakozott, mint lehetséges szervező a csoportkörre, annak ellenére, hogy ebben az időszakban az ország elleni orosz invázió folyamatban volt. A CAF támogatásával a marokkói szövetség, ami egyedül is pályázott, 2023 márciusában csatlakozott a spanyol-portugál tervezethez.
Spanyolország korábban az 1982-es világbajnokság, az 1964-es és a 2020-as Európa-bajnokság, Portugália a 2004-es Európa-bajnokság, Ukrajna a 2012-es Európa-bajnokság, Marokkó pedig az 1988-as AFCON és a 2022-es WAFCON rendezője volt. Lehetséges helyszínként tizenöt várost neveztek meg Spanyolországban és a Kanári-szigeteken, a Santiago Bernabéu lehetne a döntő helyszíne. Marokkóban hat helyszínt neveztek meg, öt létező és egy új 93 ezer férőhelyes stadiont beleértve.

##### Uruguay–Argentína–Chile–Paraguay
Argentína és Uruguay 2017 júliusában jelentette be pályázatát, azzal a céllal, hogy megünnepeljék az 1930-ban Uruguayban rendezett első világbajnokság századik évfordulóját. A paraguayi szövetség októberben csatlakozott a pályázathoz, míg Chile 2019 februárjában. Mind a négy ország rendezett már Copa Americát, míg Argentína, Chile és Uruguay világbajnokságot is tartott.Tizenhárom városban tizennyolc stadiont jelöltek meg, mint lehetséges helyszínek.

##### Lista
| Pályázó országok                        | Pályázat bejelentése | Státusz                                           |
| --------------------------------------- | -------------------- | ------------------------------------------------- |
| Uruguay– Argentína                      | 2017. július 29.     | Évfordulós rendezők, más országokkal közreműködve |
| Uruguay– Argentína– Paraguay            | 2017. október        | Évfordulós rendezők                               |
| Uruguay– Argentína– Paraguay– Chile     | 2019. február 14.    | Chile visszalépett                                |
| Egyesült Királyság                      | 2018 első fele       | Visszalépett, a 2028-as Európa-bajnokság miatt    |
| Egyesült Királyság– Írország            | 2018. szeptember     | Visszalépett, a 2028-as Európa-bajnokság miatt    |
| Románia– Görögország– Bulgária– Szerbia | 2019. február 25.    | Visszalépett                                      |
| Marokkó                                 | 2018. június 15.     | Győztes, más országokkal közreműködve             |
| Spanyolország– Portugália               | 2020. október 8.     | Győztes, harmadik ország részvételével            |
| Spanyolország– Portugália– Ukrajna      | 2022. október 5.     | Győztes, más országok részvételével               |
| Spanyolország– Portugália– Marokkó      | 2023. március 15.    | Győztes                                           |
| Egyiptom– Görögország– Szaúd-Arábia     | 2022. augusztus 19.  | Visszalépett                                      |

### A rendezők
A FIFA Tanácsa 2023. október 4-én döntött a helyszínről. A fő rendező Spanyolország, Portugália és Marokkó lesz. Azonban a 100. évfordulóra tekintettel Uruguayban, Argentínában és Paraguayban is rendeznek mérkőzéseket. Az első mérkőzés Montevideóban lesz.

## Selejtezők

### Résztvevők
Mind a hat rendező automatikusan helyet fog kapni a világbajnokságon, selejtezőkön való részvétel nélkül.
A kvalifikáció megszerzésének sorrendjében. A "Világbajnoki részvétel" oszlopban 2026-os világbajnokság eredménye és a részvételi szám még nem szerepel a táblázatban, de tartalmazza a 2030-as világbajnokságot.
| Csapat        | Kvalifikáció módja | Kvalifikáció időpontja | Világbajnoki részvétel | Utolsó részvétel | Legjobb eredmény           |
| ------------- | ------------------ | ---------------------- | ---------------------- | ---------------- | -------------------------- |
| Spanyolország | Rendező            | 2023. október 4.       | 17                     | 2022             | Győztes (2010)             |
| Portugália    | Rendező            | 2023. október 4.       | 9                      | 2022             | Bronzérmes (1966)          |
| Marokkó       | Rendező            | 2023. október 4.       | 7                      | 2022             | Negyedik (2022)            |
| Argentína     | Évfordulós rendező | 2023. október 5.       | 19                     | 2022             | Győztes (1978, 1986, 2022) |
| Uruguay       | Évfordulós rendező | 2023. október 5.       | 15                     | 2022             | Győztes (1930, 1950)       |
| Paraguay      | Évfordulós rendező | 2023. október 5.       | 9                      | 2010             | Negyeddöntős (2010)        |